# Henry Fitzalan-Howard, 15:e hertig av Norfolk
Henry Fitzalan-Howard, 15:e hertig av Norfolk, brittisk politiker, född 27 december 1847, död 11 februari 1917, son till Henry Fitzalan-Howard, 14:e hertig av Norfolk (1815-1860).
Han ärvde hertigvärdigheten 1860 och var en av Englands största jordägare samt de engelska katolikernas ledande man. Han tog 1888 livlig andel i agitationen mot Gladstones home rule-förslag, sändes 1887 som utomordentligt sändebud till Leo XIII:s jubileum - den första engelska beskickning till Vatikanen sedan reformationens genomförande - och ledde vid flera tillfällen engelska katolikers pilgrimsfärder till Rom. 
År 1895 blev han som generalpostdirektör medlem av Salisburys kabinett och genomförde under sin ämbetstid enkelt porto inom hela riket (imperial penny postage). Han avgick 1900 för att som officer vid en av honom uppsatt frivillig kår delta i boerkriget. 
Gift 1:o i London 1877 med Lady Flora Abney-Hastings (1854-1887); gift 2:o 1904 med Hon Gwendolyn Constable-Maxwell, 12:e Baroness Herries of Terregles (1877-1945) .
Barn:
- Lord Philip Joseph, Earl av Arundel och Surrey (1879-1902)
- Lady Mary Howard (1905-1992); gift 1:o 1939 med Colin Keppel Davidson (1895- d. i Tunisien 1943); gift 2:o 1961 med Anthony Hilton Pepys
- Bernard Marmaduke, 16:e hertig av Norfolk (1908-1975); gift i London 1937 med Hon Lavinia Mary Strutt (1916-1995)